# Centrum für soziale Investitionen und Innovationen
Das Centrum für soziale Investitionen und Innovationen (CSI, engl.: Centre for Social Investment) ist eine Forschungsstelle des Max-Weber-Institut für Soziologie an der Fakultät für Wirtschafts- und Sozialwissenschaften der Ruprecht-Karls-Universität Heidelberg. Es versteht sich als interdisziplinäres Forschungs-, Bildungs- und Informationszentrum sowie als wissenschaftlicher Dienstleister für den Dritten Sektor. Gegründet wurde das CSI 2006 als zentrale wissenschaftliche Einrichtung der Universität in Heidelberg im Rahmen der Berufung von Helmut K. Anheier nach Heidelberg.
Aufgabe des CSI ist es, durch Forschung, Lehre, Netzwerkarbeit und Beratung das Verständnis sozialer Investitionen – also aller Arten privater Beiträge zum Gemeinwohl – in theoretischer wie praktischer Hinsicht zu erweitern. Es agiert als Forschungszentrum und Dienstleister für den gemeinnützigen Sektor in Deutschland und Europa. Neben der Universität Heidelberg wird das CSI von der Robert Bosch Stiftung, der Fritz Thyssen Stiftung, der Deutsche Bank Stiftung, der gemeinnützigen Hertie-Stiftung, der Manfred Lautenschläger-Stiftung sowie von über 10 weiteren privaten Drittmittelgebern finanziert.
Mit dem CSI realisiert die Universität Heidelberg eine interdisziplinäre Herangehensweise an das Forschungsfeld der sozialen Investitionen, indem in der „AG CSI“ eine institutionelle Zusammenarbeit zwischen dem CSI und der Fakultät für Wirtschafts- und Sozialwissenschaften, der juristischen und theologischen Fakultät und mit dem Zentrum für Europäische Wirtschaftsforschung (ZEW) in Mannheim geschaffen wurde.

## Internationale Forschung und Exzellenzinitiative
Das CSI ist heute nach der Zahl der Mitarbeiter gerechnet das größte interdisziplinäre Forschungszentrum zum gemeinnützigen Sektor in Europa (vgl. Skoll Centre of Social Entrepreneurship der Universität Oxford, Centre for Nonprofit Management des Trinity College Dublin, Economic Research Institute der Handelshochschule Stockholm, Research Institute for Nonprofit Organisations der Wirtschaftsuniversität Wien). Institute for Nonprofit Organisations der Wirtschaftsuniversität Wien.
Internationale Forschungsprojekte (z. B. Feasibility Study on the European Foundation Statute für die EU-Kommission 2008), Herausgeberschaften (Journal of Civil Society, Global Civil Society Handbook, Civicus, International Encyclopedia of Civil Society) und international bedeutsame Drittmittelakquisitionen (u. a. Mittel der King Baudouin Foundation, Calouste Gulbenkian Foundation, Stiftelsen Riksbanken Jubileumsfond, Compagnia di San Paolo) unterstreichen die internationale Ausrichtung und Bedeutung sowie den internationalen Stellenwert der Arbeit des Instituts.
Für die Universität Heidelberg ist das Centrum für soziale Investitionen und Innovationen Teil des Zukunftskonzepts, das im Rahmen der dritten Förderlinie der Exzellenzinitiative des Bundes und der Länder gefördert wird. Ziel dieser Förderlinie ist es, Universitäten und Einrichtung zu unterstützen, die mit innovativen Maßnahmen die Forschungssituation nachhaltig verbessern, den wissenschaftlichen Nachwuchs fördern und zur internationalen Konkurrenzfähigkeit und Sichtbarkeit der Hochschule beitragen.

## Leitung
Die wissenschaftliche Leitung des CSI lag bis 2019 bei Helmut Klaus Anheier, der zuvor an der London School of Economics und der University of California in Los Angeles forschte. Anheier hat mehr als 250 Publikationen veröffentlicht. Seine Artikel sind u. a. in Zeitschriften wie dem American Journal of Sociology, British Journal of Sociology oder International Sociology erschienen. Zudem ist er Gründer und Herausgeber sowohl des Journal of Civil Society, der Voluntas, der internationalen Zeitschrift für die Forschung zu Non-Profit-Organisationen, als auch des "Global Civil Society Yearbook" (Oxford University Press), der Culture and Globalization Series (Sage) und Herausgeber einer Buchreihe zum Thema Non-Profit- und Zivilgesellschaftsstudien (Springer). Er wurde mit zahlreichen Preisen für seine Arbeit ausgezeichnet, darunter u. a. der "Award for Innovation in Third Sector Research" für das "Global Civil Society Yearbook", der "Johann-Hinrich-Wichern-Preis" oder der "Award for Excellence in Nonprofit Research" der Ben Gurion University, Israel.
Geschäftsführender Direktor des CSI war seit der Gründung bis Ende 2021 Volker Then, der zuvor den Bereich Stiftungswesen und Zivilgesellschaft der Bertelsmann Stiftung in Gütersloh aufbaute und leitete. Volker Then ist Senior Fellow des Center for Civil Society of Public Affairs, UCLA, und Mitglied zahlreicher Gremien und Ausschüsse.

## Forschungsprogramm
Das zentrale Forschungsthema des CSI sind soziale Investitionen (Stiftungswesen, Zivilgesellschaft und Sozialwirtschaft). Hierzu werden nationale und internationale Forschungsprojekte mit Betonung der europäischen Ebene durchgeführt.
Der Begriff der sozialen Investition beschreibt im engeren Sinne die Verteilung von Kapital, um die soziale und ökonomische Wohlfahrt von Menschen zu steigern. Allerdings basieren Demokratie und Zivilgesellschaft nicht nur auf Geld, sondern ebenso auf Werten, ehrenamtlicher Arbeit, engagierten Menschen und Netzwerken aus Vertrauensbeziehungen.
Der Begriff der sozialen Investitionen hilft auch Fälle zu untersuchen, bei denen sich die Grenzen zwischen dem dritten Sektor, Staat und Markt verwischen. Sogenannte hybride Organisationen wie Sozialunternehmen, Programme der sozialen Unternehmensverantwortung (Corporate Social Responsibility), Unternehmensstiftungen und Public-Private-Partnerships überschreiten die Grenzen zwischen Staat, Markt und drittem Sektor.

## Abgeschlossene Forschungsprojekte

### Machbarkeitsstudie zur Einführung der Rechtsform einer Europäischen Stiftung für die EU-Kommission, Abschluss 2008
2007–2008 führte das CSI zusammen mit dem Max-Planck-Institut für ausländisches und internationales Privatrecht in Hamburg eine Studie für die EU-Kommission durch, die klären sollte, in welchem Umfang Stiftungen in Europa bisher grenzüberschreitend tätig sind, auf welche Barrieren sie dabei stoßen und ob und in welchem Umfang sich diese Barrieren reduzieren lassen. Die Studie ist abgeschlossen und auf den Seiten der EU-Kommission in englischer Sprache veröffentlicht.
Die Studie kommt zu dem Ergebnis, dass europäische Stiftungen in umfangreichem Maße über die Grenzen von Nationalstaaten hinweg tätig sind, dabei aber auf zum Teil erhebliche rechtliche Barrieren stoßen. Die Kosten, die jährlich hierdurch anfallen, werden auf zwischen 90 und 100 Millionen Euro geschätzt. In dieser Schätzung sind nur kalkulierbare Kosten, die vor allem durch Rechtsberatung anfallen, inbegriffen. Die tatsächlich auflaufenden Kosten dürften um einiges höher liegen. Mit der Einführung einer gemeinsamen europäischen Rechtsform für Stiftungen könnten die Schwierigkeiten bei grenzüberschreitenden Tätigkeiten nicht vollständig aufgehoben, aber deutlich reduziert werden.

### Sozioökonomische Mehrwertanalyse gemeinschaftlicher Wohnprojekte, Abschluss 2009
Seit Anfang der 1990er Jahre wird das Konzept quartiersbezogener, gemeinschaftlicher Wohnprojekte intensiv diskutiert. An sie knüpft sich die Erwartung, dass sie durch die Aktivierung von Engagement innerhalb der Nachbarschaft zur Steigerung der Lebensqualität älterer, unterstützungsbedürftiger Menschen und zur Lösung von Problemen des öffentlichen Sozialsystems beitragen können. Die Analyse des CSI und des Zentrums für Europäische Wirtschaftsforschung (ZEW) nach dem Social-Return-on-Investment-Ansatz (SROI) untersuchte erstmals, wie sich entsprechende Modellprojekte auf den konkreten Hilfebedarf unterstützungsbedürftiger Personen auswirken, in welchem Umfang (moderierte) gemeinschaftliche Aktivitäten der Bewohner professionelle Unterstützungsleistungen ergänzen können, welche Kosten für die Unterstützung anfallen (bzw. von wem sie getragen werden), und welche Verbesserungen im Hinblick auf die Lebens- und Wohnqualität durch die untersuchten Modelleinrichtungen bewirkt werden. Die Befunde tragen dazu bei, die Debatte über alternative Wohnformen im Alter empirisch zu untermauern. Sie verdeutlichen, dass die Gesellschaft auf sehr vielfältige Weise und auf allen Ebenen von gemeinschaftlichen Wohnmodellen profitierten kann, wenn die für den gesellschaftlichen Mehrwert konstitutiven Investitionen getätigt werden. – Die Ergebnisse der Studie sind in dem Band „Zukunft Quartier – Lebensräume zum Älterwerden, Band 3“ veröffentlicht.

### Civicus, Abschluss 2008
Im Jahr 2008 wurde die Methodologie des internationalen Civicus Civil Society Index durch das CSI in Kooperation mit CIVICUS: World Alliance for Citizen Participation grundlegende überarbeitet. In der neuen Methodologie wird weiterhin auf eine Kombination von teilnehmenden und anderen Forschungsmethoden zurückgegriffen, um eine Einschätzung des Zustands der Zivilgesellschaft auf nationaler Ebene zu erreichen. Diese Einschätzung wird in einem weiteren Schritt dazu verwendet, um gemeinsam Ziele und Mittel zu entwickeln, die die Zivilgesellschaft stärken sollen.

### Global Civil Society Yearbook, 2009
Das Centrum für soziale Investitionen und Innovationen in Heidelberg veröffentlichte in Zusammenarbeit mit dem "Tata Institute of Social Sciences" in Mumbai und dem „Centre for the Study of Global Governance“ in London das „Global Civil Society Yearbook 2009“. Thema des Yearbooks 2009 sind Armut und Aktivismus. Das „Global Civil Society Yearbook 2009“ erforscht dabei den Rahmen, die Strategien und die Wirkungen von verschiedenen Akteuren in der globalen Zivilgesellschaft im Hinblick auf Armut und ihre Beseitigung. Die Herausgeber sind: Ashwani Kumar, Jan Aart Scholte, Mary Kaldor, Marlies Glasius, Hakan Seckinelgin, Helmut Klaus Anheier.

## Lehre
Seit dem Wintersemester 2008/2009 bietet das CSI den Masterstudiengang "Master of Nonprofit Management and Governance" an, der Hintergrundwissen und Spezifika des Führungshandelns im dritten Sektor vermittelt. Schwerpunkte liegen auf den Bereichen Strategieentwicklung, Rechtsgrundlagen, Governance und Führung. In der Kombination aus Sozialwissenschaften und Ökonomie, Rechtswissenschaften, Theologie und Bildungswissenschaften ist der Studiengang konsequent interdisziplinär angelegt.
Darüber hinaus wird in Zusammenarbeit mit drei weiteren europäischen Universitäten ein europäisches Weiterbildungsprogramm für Führungskräfte aus dem dritten Sektor angeboten: das European Program In Civil Society Leadership (EPICS). Die kooperierenden Institute sind das Economic Research Institute (Stockholm School of Economics), das Centre for Nonprofit Management (Trinity College, Dublin) und das Research Institute for Nonprofit Organisations (Wirtschaftsuniversität Wien).

## Netzwerk, Publikationen, Veranstaltungen
Das CSI dient im dritten Sektor als Plattform für die Entwicklung neuer Ideen, da es Führungskräfte aus der Praxis, Experten aus der Politik und Wissenschaftler auf nationaler, europäischer und internationaler Ebene zusammenbringt. Im Rahmen eines Fellowship Programms verbringen ausländische Forscher in Zeiträumen von einem bis mehreren Monaten am CSI, um an den Kolloquien und Diskussionen teilzunehmen und eigene Forschungsvorhaben zu Fragestellungen des dritten Sektors voranzutreiben. Unter den bisherigen Fellows finden sich international renommierte Forscher wie Prof. Kathleen D. McCarthy, Direktorin und Gründerin des "Center on Philanthropy and Civil Society" in New York und Prof. Benjamin Gidron, Direktor des "Israeli Center for Third Sector Research and School of Management" an der Ben Gurion University of the Negev, in Beer-Sheva, Israel.
Das CSI betreut die Herausgabe der wissenschaftlichen Zeitschrift "Journal of Civil Society", die zuvor am Centre for Civil Society der University of California in Los Angeles (UCLA) erschien. Zudem ist das CSI Herausgeber der Publikationsreihe "Soziale Innovation", die beim VS Verlag für Sozialwissenschaften erscheint.
Mit der halbjährlichen Veranstaltungsreihe in Berlin „Netzwerk Politik, Wissenschaft und Bürgergesellschaft“ bietet das CSI interessierten Mitgliedern und Mitarbeitern des Deutschen Bundestags, Wissenschaftskollegen und Vertretern der Praxis Fragen zu bürgerschaftlichem Engagement, Gemeinnützigkeit und sozialen Investitionen zu beantworten.
Mit der ebenfalls halbjährlichen Veranstaltungsreihe "Heidelberger Stiftungsgespräche" bietet das CSI ein regionales Forum zur Diskussion praktischer Aspekte seiner Forschungsarbeit.